# Lignières-Orgères

Lignières-Orgères este o comună în departamentul Mayenne, Franța. În 2009 avea o populație de 722 de locuitori.